# Pseudione incerta
Pseudione incerta är en kräftdjursart som beskrevs av Richardson1910. Pseudione incerta ingår i släktet Pseudione och familjen Bopyridae. Inga underarter finns listade i Catalogue of Life.